# Vlag van Vaticaanstad
De vlag van Vaticaanstad bestaat uit twee even brede verticale banden. Aan de mastzijde een gele (of gouden) band, daarnaast een witte band met daarin de sleutels van Sint Pieter en de pauselijke tiara. De sleutels van Petrus zijn in dezelfde kleuren uitgevoerd als de vlag zelf en worden bijeengehouden door een rood koordje. De sleutels symboliseren ook de macht van de paus om te vergeven, dan wel te excommuniceren. De tiara geldt als symbool van de drievoudige pauselijke macht, namelijk als priester, leraar en koning. De vlag werd op 7 juni 1929 aangenomen.
Vaticaanstad is niet hetzelfde als de Heilige Stoel. Als de Heilige Stoel wordt vertegenwoordigd, dan worden de sleutels omgedraaid.

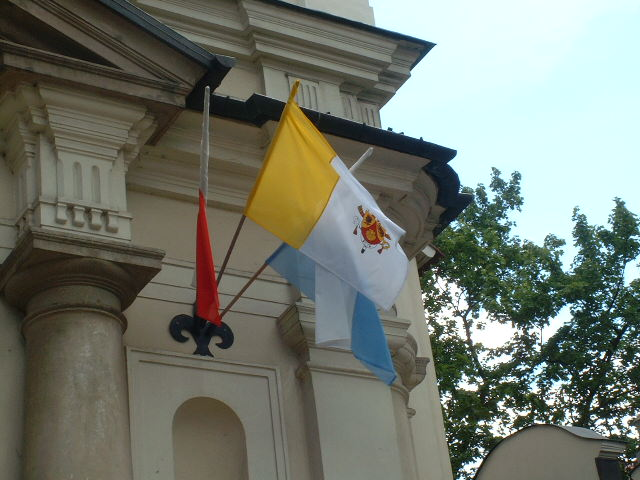
Standaard van paus Benedictus XVI tussen de vlag van Polen en de vlag van Krakau aan de muur van de Sint-Florianskerk in Kraków.

## Beschrijving
Artikel 23, lid 1, van de Fundamentele Wet van Vaticaanstad van 7 juni 2023 bepaalt:
“La bandiera dello Stato della Città del Vaticano è costituita da due campi divisi verticalmente, uno giallo aderente all’asta e l’altro bianco, e porta in quest'ultimo la tiara con le chiavi, il tutto secondo il modello, che forma l’allegato A della presente Legge.”

"De vlag van Vaticaanstad bestaat uit twee verticaal verdeelde velden, waarvan het ene geel is en vastzit aan de staf en het andere wit, en draagt in het laatste de tiara met de sleutels, alles volgens het model, dat bijlage A vormt bij deze wet."
De "tiara met de sleutels" komt niet overeen met het wapen van Vaticaanstad, zoals te verwachten zou zijn, maar met het wapen van de Heilige Stoel. Het verschil hier is dat de kwastuiteinden van het rode koord eerst door de sleutels worden gehaald en dan een lus maken rond het kruispunt van de sleutels, vanwaar ze losjes verticaal naar beneden hangen.
De kleuren van de vlag (geel en wit) worden waarschijnlijk geassocieerd met de sleutels van Petrus, die traditioneel worden afgebeeld als een gouden en zilveren sleutel. In de heraldiek wordt geel gelijkgesteld aan goud en wit aan zilver.
De binnenkant van de tiara is wit. Een veelgemaakte fout, zelfs bij officiële vlaggen, is een "rode schijf".

## Beeldverhouding

Variant van de vlag van Vaticaanstad met een beeldverhouding van 2:3

In de vexillologische literatuur is de vlag van het Vaticaan de enige nationale vlag, afgezien van de Zwitserse vlag, die vierkant is. De grondwet van Vaticaanstad toont een vierkante vlag in de bijlage, net als de officiële website van Vaticaanstad. Afhankelijk van het land zijn er echter ook veel vlaggen in gebruik met een beeldverhouding van 1:2, 2:3 of 3:5. Dit suggereert een aanpassing aan de lokale standaard. De nuntiatuur in Berlijn gebruikt ook een niet-vierkante vlag.
De vierkante vlag is dus de jure de officiële vlag, terwijl de facto ook andere versies worden gebruikt en dus op zijn minst als erkende varianten moeten worden beschouwd.

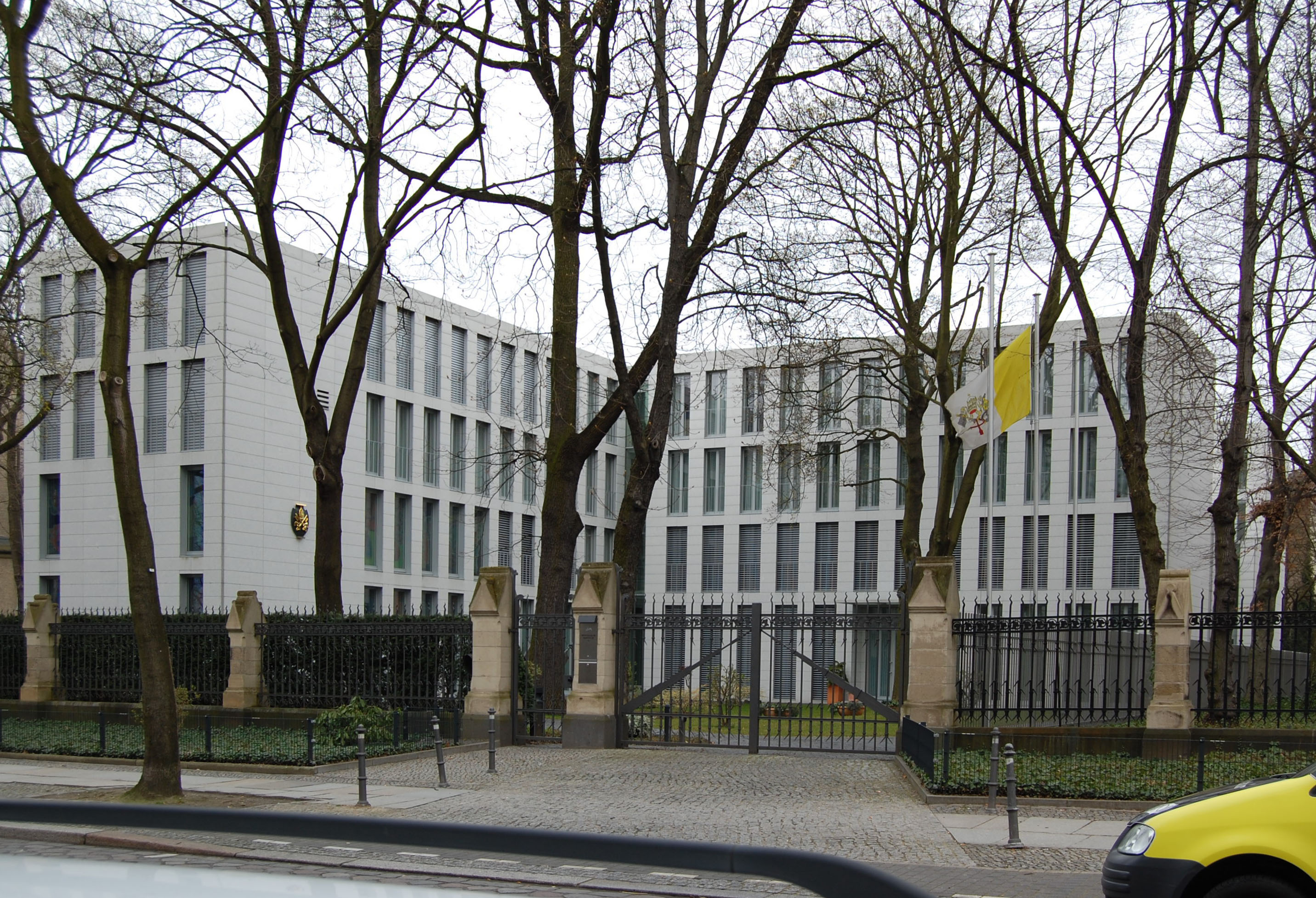
Officieel "valse" variant van de Vaticaanse vlag voor de Apostolische Nuntiatuur in Berlijn
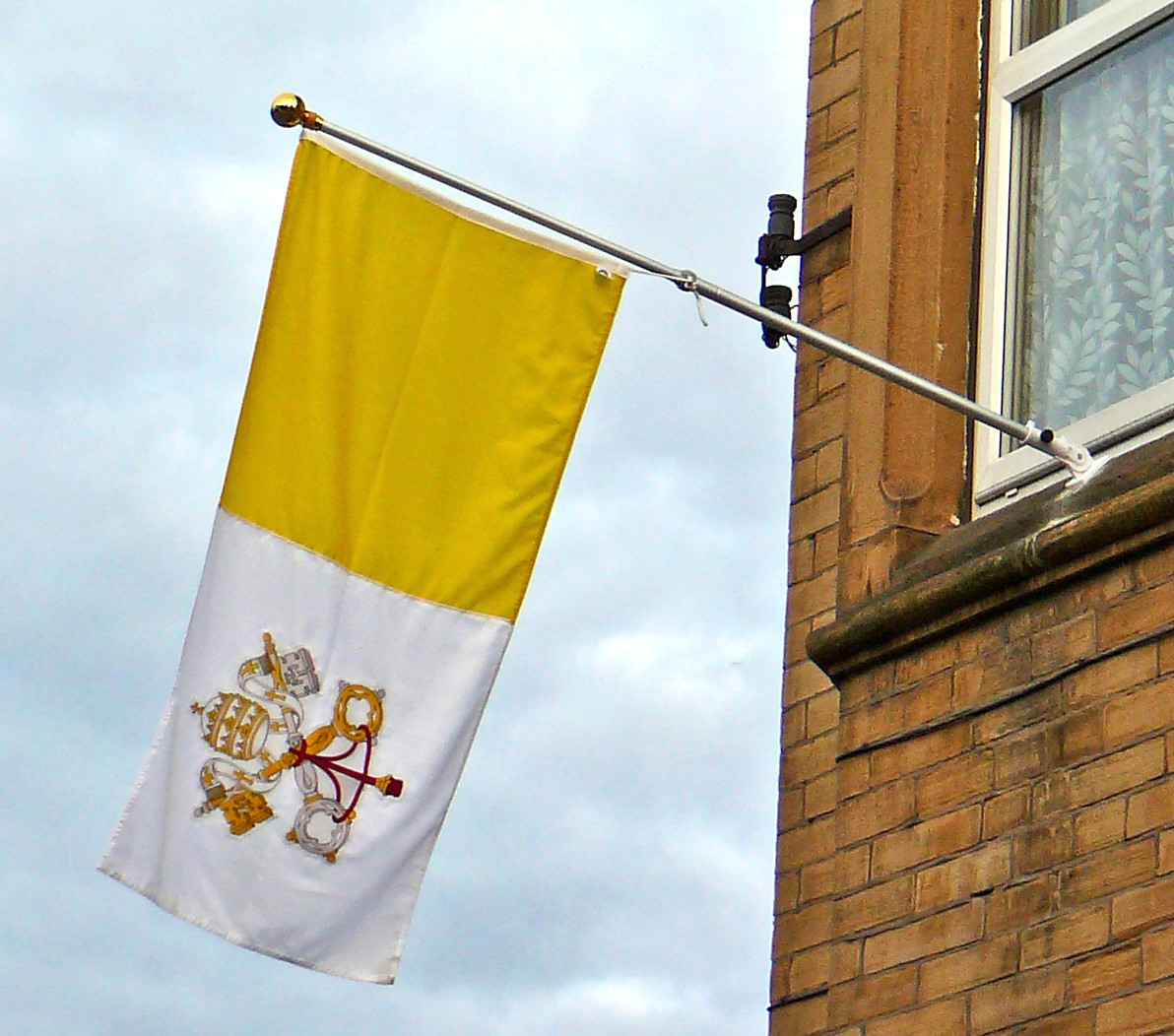
Vaticaanse vlag in Britse beeldverhouding 1:2 in Bradford
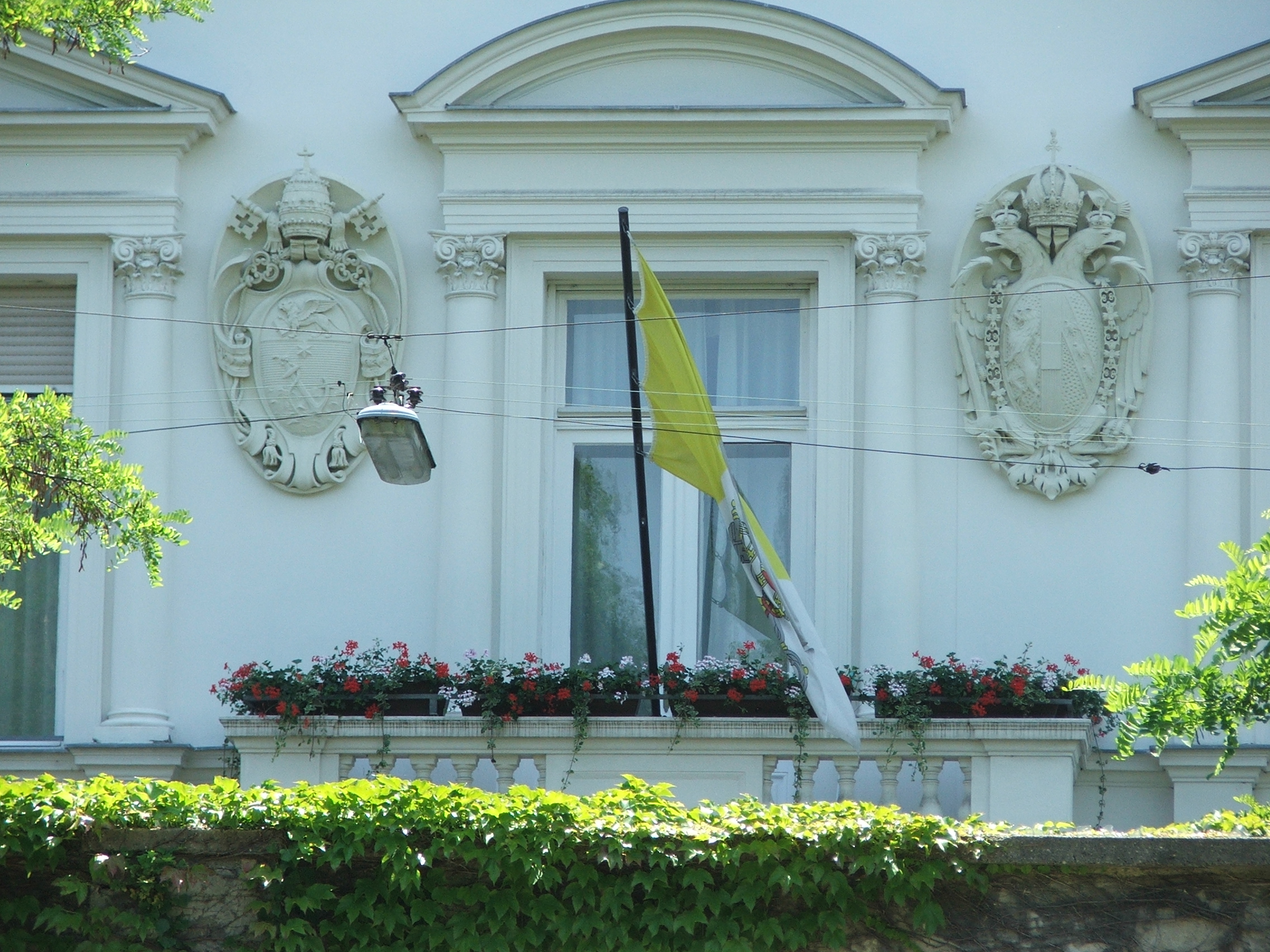
De Apostolische Nuntiatuur in Wenen toont ook een niet-vierkante variant

## Geschiedenis
De ontwikkeling van de vlag van Vaticaanstad is gekoppeld aan de veelbewogen geschiedenis van de Kerkelijke Staat. De vlag van Vaticaanstad was oorspronkelijk rood en geel. De huidige kleuren geel en wit gaan terug op een besluit van paus Pius VII in 1808. Tijdens het conflict tussen Napoleon Bonaparte en de Kerkelijke Staat bezette de Franse generaal Miollis Rome in februari 1808. Sommige van de pauselijke soldaten werden geïntegreerd in de Franse strijdkrachten en mochten hun rode en gele kokardes blijven dragen. De paus besloot toen dat zijn Nobelgarde en andere soldaten die hem trouw waren gebleven nieuwe kleuren nodig hadden. Hij koos voor geel en wit. Deze kleuren werden echter pas later op vlaggen gebruikt - voor het eerst in 1824 op de vlag van een koopvaardijschip, toen nog met een diagonale verdeling van de vlag.

Vlag van de Kerkelijke Staat, 754–1803
Vlag van de Kerkelijke Staat, 1803–1825
Vlag van de Kerkelijke Staat, 1825–1849, 1849–1870
Vlag van Vaticaanstad, 1929–2001
Vlag van Vaticaanstad, 2001–2023

## Varianten van de vlag

### De vlag van Vaticaanstad op de maan

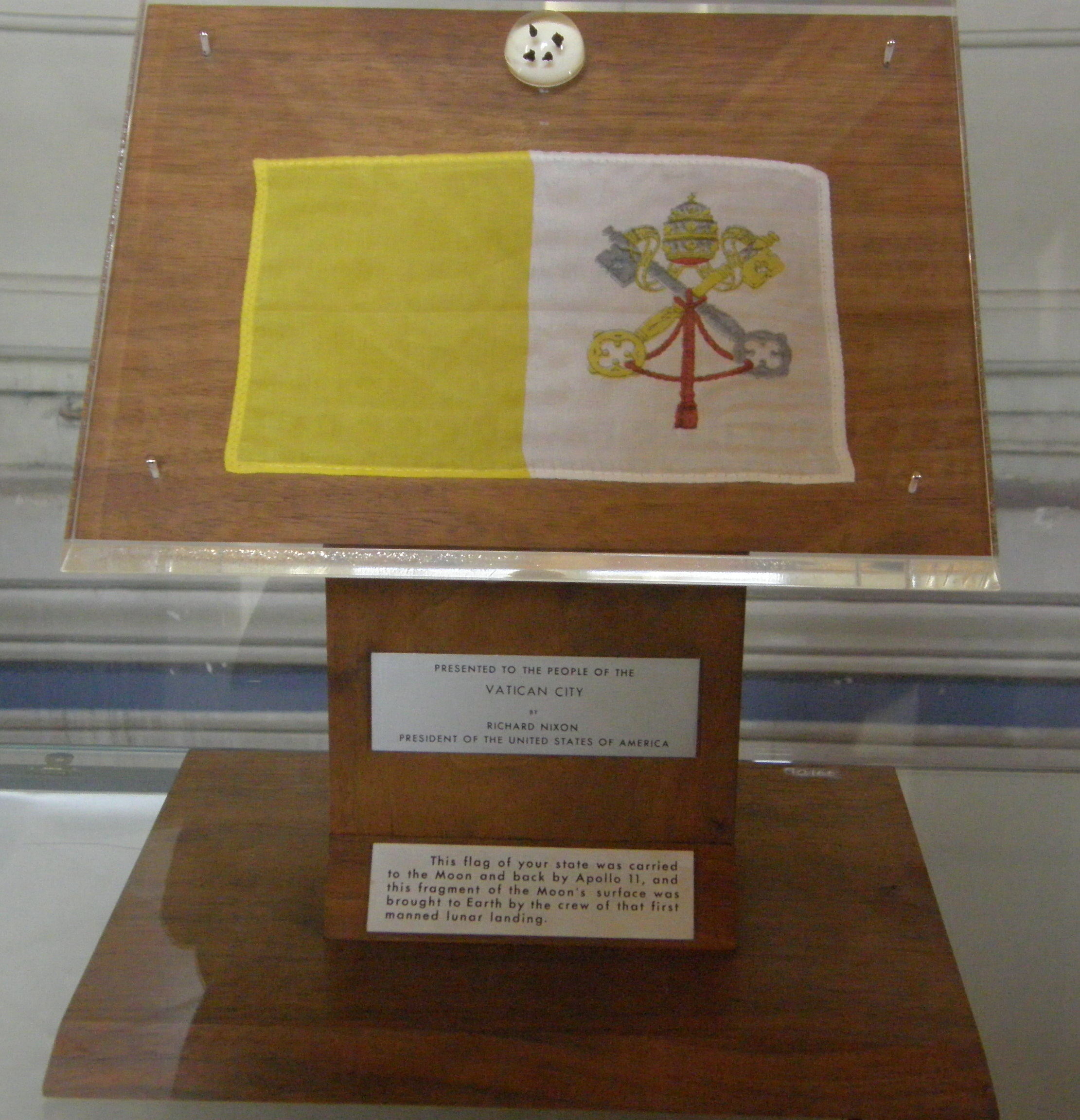
De vlag die Apollo 11 naar de maan bracht, tentoongesteld in de Vaticaanse Musea

Tijdens de eerste bemande vlucht naar de maan in juli 1969 nam de bemanning van Apollo 11 een licht aangepaste versie van de vlag van Vaticaanstad mee naar de maan en bracht deze terug naar de aarde. In deze vlag is de binnenkant van de tiara rood omzoomd, terwijl de gebruikelijke vlag dit detail in het wit laat zien. De Amerikaanse president Richard Nixon schonk deze kopie aan de inwoners van Vaticaanstad. Het wordt nu tentoongesteld in de Vaticaanse Musea, samen met enkele kleine gesteentemonsters van het maanoppervlak.

### Wikipedia-controverse
In de zomer van 2023 werd een controverse gemeld over de duur van de wijzigingen in Wikipedia, omdat de officiële afbeelding van de vlag blijkbaar werd vervangen door die met de rode tiara erin op 11 juli 2017 - en pas weer werd gewijzigd op 28 december 2022. Aangezien Wikipedia dient als een veelgebruikt sjabloon, zijn er in de tussentijd veel van dergelijke ongebruikelijke varianten gemaakt en weergegeven.

## Pauselijke standaard
Elke paus heeft een persoonlijke standaard. Dit is eenzelfde geel-witte vlag als die van Vaticaanstad, maar dan met het pauselijk wapen in plaats van het embleem van Vaticaanstad.

Het persoonlijke wapen van paus Franciscus